# Todd Woodbridge
Todd Andrew Woodbridge (Sydney, 2 aprile 1971) è un ex tennista australiano.

## Biografia
È stato uno dei migliori specialisti del doppio degli anni novanta ed è noto per le coppie che ha formato prima con il connazionale Mark Woodforde, noti come The Woodies, e in seguito con lo svedese Jonas Björkman.
In coppia con Woodforde ha vinto ben 61 tornei di doppio dell'ATP Tour, tra cui sedici del Grande Slam, tornei che Woodbridge ha conquistato tutti e quattro almeno una volta, e due medaglie olimpiche per l'Australia, l'oro ad Atlanta nel 1996 e l'argento a Sydney nel 2000. Alle Olimpiadi di Atlanta ha gareggiato anche come singolarista, uscendo poi al terzo turno.
Ha fatto inoltre a lungo parte della squadra australiana di Coppa Davis, detenendo a tutt'oggi il record di presenze (32).
Complessivamente in carriera ha vinto 91 tornei, di cui 2 in singolare, 83 in doppio e 6 in doppio misto (+2 coppa Davis).
Sposato dal 1995, ha due figli: una femmina, Zara, e un maschio, Beau.

## Statistiche

### Singolare

#### Vittorie (2)
| Legenda                   |
| Grande Slam (0)           |
| ATP World Tour Finals (0) |
| ATP Masters 1000 (0)      |
| ATP World Tour 500 (0)    |
| ATP World Tour 250 (2)    |

| N  | Data           | Torneo                                                         | Superficie  | Avversario in finale | Punteggio |
| 1. | 22 maggio 1995 | Delray Beach International Tennis Championships, Coral Springs | Terra rossa | Greg Rusedski        | 6–4, 6–2  |
| 2. | 6 gennaio 1997 | Australian Men's Hardcourt Championships, Adelaide             | Cemento     | Scott Draper         | 6–2, 6–1  |

#### Sconfitte in finale (7)
| Legenda                   |
| Grande Slam (0)           |
| ATP World Tour Finals (0) |
| ATP Masters 1000 (1)      |
| ATP World Tour 500 (2)    |
| ATP World Tour 250 (4)    |

| Numero | Data             | Torneo                                                                  | Superficie  | Avversario in finale | Punteggio        |
| 1.     | 20 agosto 1990   | ATP Volvo International, New Haven                                      | Cemento     | Derrick Rostagno     | 3–6, 3–6         |
| 2.     | 27 aprile 1992   | Seoul Open, Seul (1)                                                    | Cemento     | Shūzō Matsuoka       | 3–6, 6–4, 5–7    |
| 3.     | 26 aprile 1993   | Seoul Open, Seul (2)                                                    | Cemento     | Chuck Adams          | 4–6, 4–6         |
| 4.     | 11 luglio 1994   | Hall of Fame Tennis Championships, Newport                              | Erba        | David Wheaton        | 4-6, 6-3, 6(5)–7 |
| 5.     | 26 giugno 1995   | Nottingham Open, Nottingham                                             | Erba        | Javier Frana         | 6(4)–7, 3-6      |
| 6.     | 26 agosto 1996   | Canada Open, Toronto                                                    | Cemento     | Wayne Ferreira       | 2–6, 4–6         |
| 7.     | 24 febbraio 1997 | Regions Morgan Keegan Championships and the Cellular South Cup, Memphis | Cemento (i) | Michael Chang        | 3–6, 4–6         |